# Natriumgluconaat
Natriumgluconaat is het natriumzout van gluconzuur. In droge vorm is het een wit-grijs kristallijn poeder, dat goed oplosbaar is in water.
Natriumgluconaat is een chelatiemiddel, dat stabiele oplosbare chelaten vormt met positief geladen metaalionen, onder meer van calcium, ijzer, aluminium en zink, en dat in het bijzonder in alkalisch midden. Het is stabiel in sterk alkalische oplossingen.

## Synthese
Natriumgluconaat kan bereid worden door de reactie van gluconzuur met natriumcarbonaat.

## Toepassingen
Natriumgluconaat wordt in de bouwindustrie gebruikt als bindingsvertrager en plastificeermiddel voor beton.
Men gebruikt het als metaalbinder (sekwestreermiddel) in alkalische detergenten voor het verwijderen van roest, oxiden en vet van metaaloppervlakken, en voor het schoonmaken van flessen en industriële uitrusting. Natriumgluconaat voorkomt dat er een aanslag van metaalzouten neerslaat op het glas of metaal, of verwijdert een dergelijke aanslag, omdat het oplosbare chelaten vormt met de metaalionen. Daarna volgt een spoelbeurt met zuiver water. De gluconaationen in het afvalwater zijn biologisch afbreekbaar door micro-organismen in een waterzuiveringsinstallatie.
Gluconaten zijn ook geschikt als corrosie-inhibitor in koelwatersystemen, wanneer het zacht water is met lage calcium- of magnesiumconcentratie. In hard water kan men ze combineren met een wateroplosbaar silicaatzout.
Natriumgluconaat kan ook worden gebruikt in de levensmiddelen- en farmaceutische industrie. Het is een toegelaten voedingsmiddelenadditief; het E-nummer is E576. Men gebruikt het in voedingsmiddelen als zuurteregelaar, antiklontermiddel en rijsmiddel. Het mag aan alle voedingsmiddelen toegevoegd worden volgens het quantum satis-principe.